# Tapira (Paraná)
Pour les articles homonymes, voir Tapira.
Tapira est une municipalité brésilienne située dans l'État du Paraná.